# Igor Tschschan
Igor Sergejewitsch Tschschan (russisch und kasachisch Игорь Сергеевич Чжан, englische Transkription Igor Chzhan; * 2. Oktober 1999 in Taldyqorghan) ist ein kasachischer Radrennfahrer.

## Sportlicher Werdegang
Als Junior gewann Tschschan bei den Asiatischen Radsportmeisterschaften 2017 die Goldmedaille im Einzelzeitfahren sowie die Silbermedaille im Straßenrennen. Im UCI Men Juniors Nations’ Cup entschied er eine Etappe und die Gesamtwertung der Tour de DMZ für sich.
Mit dem Wechsel in die U23 wurde Tschschan 2018 zunächst Mitglied im Centre mondial du cyclisme. Noch im selben Jahr wurde er als Stagiaire im UCI Continental Team Astana City, bei dem er zur Saison 2019 festes Mitglied wurde. Jedoch wechselte er bereits nach sieben Monaten zum Team Vino-Astana Motors, für das er bis 2021 an den Start ging. Im Oktober 2019 gewann er für das Team eine Etappe der Tour of Iran.
Zur Saison 2022 wurde Tschschan Mitglied beim Almaty Cycling Team. Zu Saisonbeginn gewann er in der Türkei den Grand Prix Velo Alanya. Im März wurde er bei den Asiatischen Meisterschaften Asienmeister im Straßenrennen und im Mannschaftszeitfahren.
Zur Saison 2023 erhielt Tschschan einen Vertrag beim Astana Qazaqstan Team, ehe er zwei Jahre später zum chinesischen ProTeam China Glory-Mentech Continental Cycling wechselte.

## Erfolge
2017

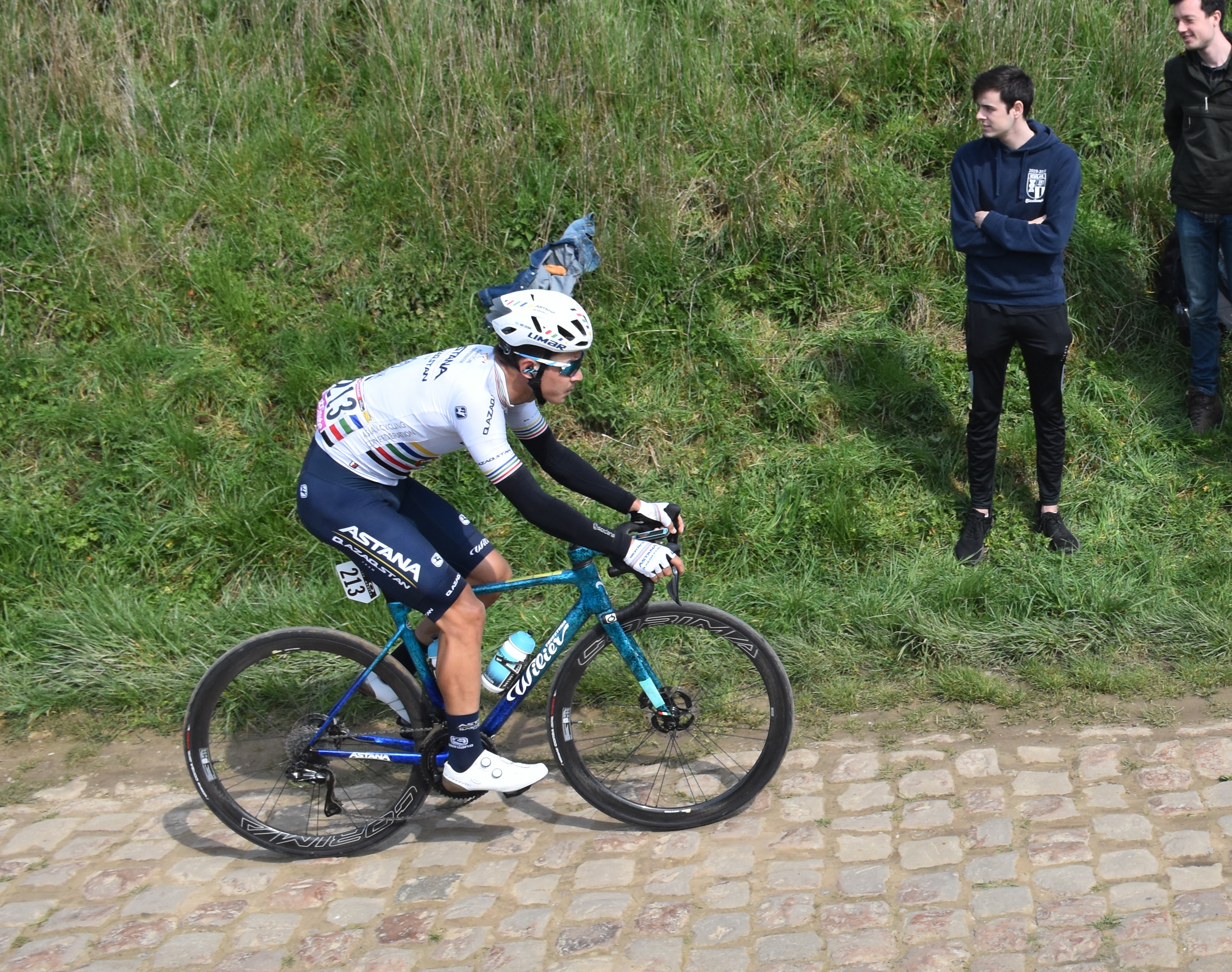
Paris-Roubaix 2023 - Pavé de Quiévy à Saint-Python - N° 213 Igor Chzhan.

- Gesamtwertung und eine Etappe Tour de DMZ
- Asienmeister – Einzelzeitfahren (Junioren)
- Asienmeisterschaften – Straßenrennen (Junioren)

2019
- eine Etappe Tour of Iran

2021
- Kasachischer Meister – Einzelzeitfahren (U23)

2022
- Grand Prix Velo Alanya
- Asienmeister – Straßenrennen
- Asienmeister – Mannschaftszeitfahren (mit Jewgeni Fedorow, Jewgeni Giditsch und Juri Natarow)

2023
- Asienmeister – Mixed-Staffel

2024
- Asienmeister – Mixed-Staffel